# Iglesia de Santa María de la Expectación (Peñaflor de Hornija)
La iglesia de Santa María de la Expectación es un templo católico ubicado en la localidad de Peñaflor de Hornija, provincia de Valladolid, Castilla y León, España. 

## Descripción
La iglesia de Santa María de Peñaflor de Hornija, tiene su origen en el siglo XIII, si bien fue objeto de importantes reformas en los siglos XVI, XVII y XVIII.
Se trata de una iglesia de una sola nave con original cubierta de cañón con arcos fajones muy juntos unos de otros, lo que le confiere una extraña fisonomía, acusada por el contraste con la cabecera, construcción del siglo XVI, de grandes proporciones, que se cubre con bóveda estrellada de complicadas nervaciones.
Al sur, un pórtico de madera sostenido por seis columnas rematadas en zapatas, que conserva aunque muy modificada su estructura del siglo XVI, cobija la portada actual, obra de 1678. En 1677, Juan Fernández de Serdio hacía las condiciones para esta portada. Puede datarse la construcción a principios del siglo XIII, con reformas en los siglos XVII y XVIII en que se haría la actual bóveda. En 1680 se pagaba a Andrés Jento por poner la reja actual, y en 1687 y 1688 se asentaban de nuevo vigas y zapatas, por Pedro Martín. En 1754 se anota el pago a Francisco Monero por las columnas. Aún en 1795, el maestro Francisco Martínez reconstruía una de sus paredes. En 1770 se hacían reformas en la torre y parte de las bóvedas, por haber sufrido pequeños desperfectos ocasionados por un rayo. En 1790, Tomás Rico, alarife, reparaba bóvedas y retejaba toda la fábrica de nuevo.